# 평양외국인학교
평양외국인학교(平壤外國人學校, Pyongyang Foreigners School)는 조선민주주의인민공화국 평양시 대동강구역 문수동에 위치한 학교이다.

## 역사
1900년 6월 평양에 학생 네명과 교사 루이스 오길비 한사람으로 외국인 학교가 시작하였다. 그 당시 학교이름을 영문으로는 Pyeng Yang Foreign School 로 사용했다. 1914년 학생기숙사가 세워지고 미국에서 유능한 교사들이 많이 왔고 교육과정을 뉴욕주 교육부의 규정을 따라 가르쳐서 평양외국인 학교 졸업생들은 미국에 있는 고등 학교로 별다른 어려움 없이 입학할 수 있었고 차츰 명문학교로 인정받게 됐다. 평양이 동양의 기독교 중심지로 떠 오르면서 그당시 조선은 물론 중국과 일본에 있는 선교사를 비롯해서 동양에 와서 거주하고 있는 외국인들이 그들의 자녀를 이곳 학교에 진학시켰다. 
평양외국인 학교 40년사 앨범을 제작한 존 윌슨 박사에 의하면 이 학교에 등록한 학생은 40년 동안 5백84명이 되고 졸업생은 1백88명이 된다고 한다. 한국에서 반세기동안 한국교회를 섬긴 대천덕 신부도 중국에서 태어나 평양 외국인 학교를 졸업하고 프린스턴 신학교로 진학했고 세계적인 복음 전도자인 빌리 그레이엄 목사의 부인 루스 벨 그레이엄 여사도 중국에서 태어나 평양 외국인학교에 유학와서 졸업한후 미국 휘튼대학으로 진학했다. 
평양외국인 학교 졸업생중 다수가 한국에 남아 이화 여전등 수많은 힉교와 병원을 설립하여 조선의 근대화에 기여했다. 1940년 11월 미국과 전쟁 중이던 조선총독부의 탄압으로 학교는 폐교되었다. 평양외국인 학교를 졸업하고 남장로교 선교사로 일했던 로버트 윌슨의 후손 수십명이 노스캐롤라이나 블랙마운틴의 몬트릿 지역에 살고있어, 미국의 소리 기자가 방문하여 평양외국인 학교를 소개한 바가 있다.
한반도 분단 이후로는 북한이 관리한 것으로 보이며, 평양에 대사관을 둔 국가들의 자녀가 이곳을 다니고 있다. 학교의 영문 명칭도 Pyongyang Foreigners School에서 Pyongyang Korean School for Foreigners로 바뀐 것으로 보여진다. 평양외국인학교가 위치한 곳은 평양 주재 외국 대사관들과 외국인 거주단지가 밀집된 곳이다.